# Xe nâng người

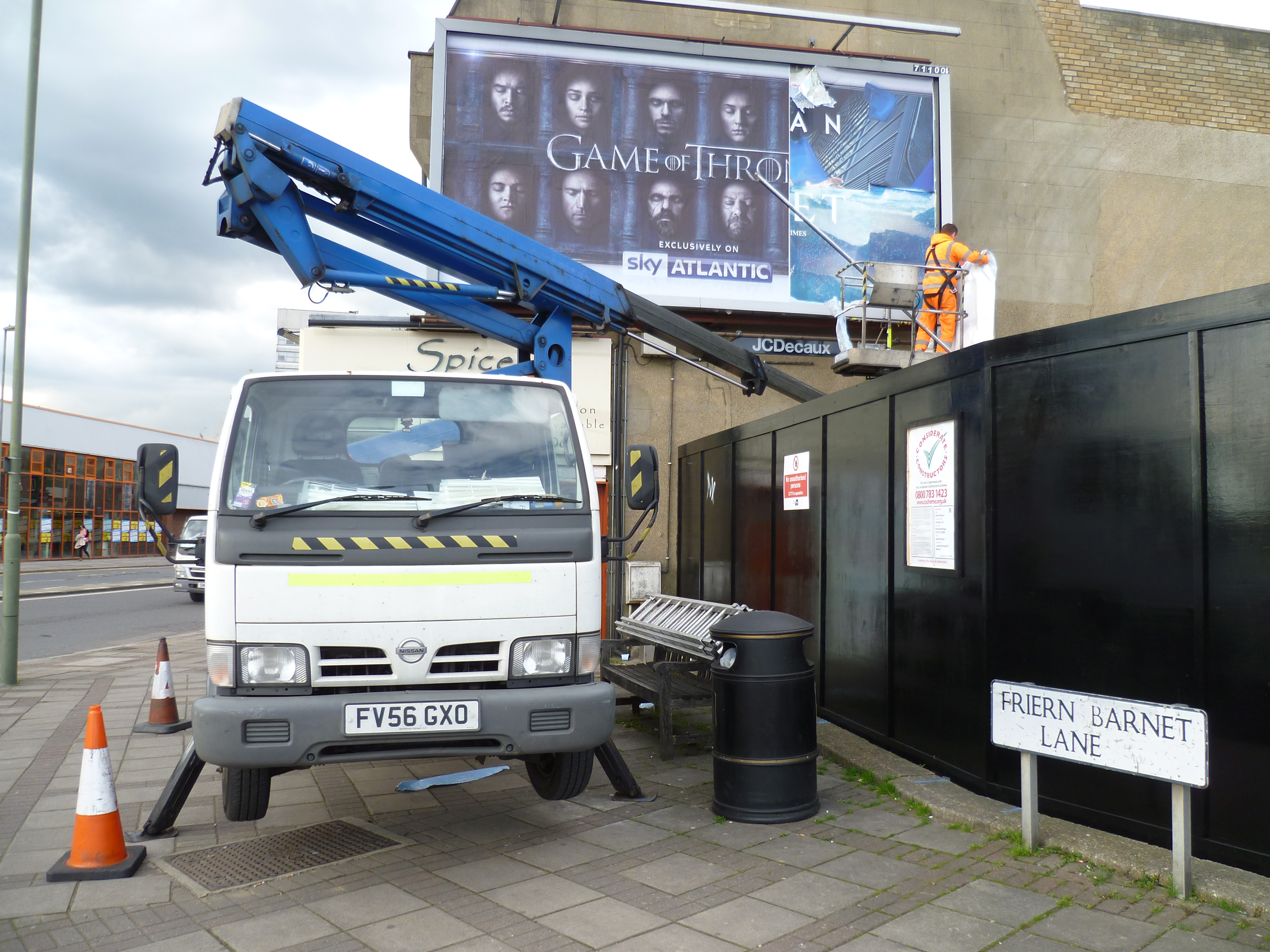
Thay biển quảng cáo ở Luân Đôn sử dụng xe nâng người

Thiết bị nâng người làm việc trên cao (tiếng Anh là Aerial work platform), còn được gọi là thiết bị trên cao, thiết bị nâng lên cao (elevating work platform EWP), hoặc thiết bị nâng lên cao di động (mobile elevating work platform MEWP) là một thiết bị cơ khí được sử dụng để nâng người hoặc thiết bị truy cập đến các khu vực không thể tiếp cận. Có nhiều loại thiết bị cơ cấu nâng người khác nhau, một số được gọi là "thiết bị dùng để hái quả anh đào" hoặc "thiết bị nâng cắt kéo".
Chúng thường được sử dụng cho các mục đích truy cập tạm thời, linh hoạt như bảo trì và xây dựng công trình hoặc bởi nhân viên cứu hỏa để truy cập khẩn cấp, phân biệt chúng với các thiết bị truy cập được dùng thường xuyên như thang máy. Chúng được thiết kế để nâng một trọng lượng nhất định - thường ít hơn một tấn, mặc dù một số có tải trọng làm việc an toàn cao hơn (SWL) - phân biệt chúng với hầu hết các loại cần cẩu. Chúng thường thiết lập và vận hành bởi một người duy nhất.
Bất kể được sử dụng cho công việc gì, thiết bị nâng người lên cao có thể cung cấp các tính năng bổ sung ngoài việc nâng và tiếp cận vị trí làm việc gồm được trang bị ổ cắm điện hoặc thiết bị kết nối khí nén cho các dụng cụ sử dụng cho công việc. Chúng cũng có thể được trang bị các thiết bị chuyên dụng, chẳng hạn như thiết bị để lắp những tấm kính 

## Cơ cấu nâng
Có nhiều loại thiết bị nâng người lên cao, mà tất cả đều có các tính năng cụ thể để cho chúng có thể phù hợp với những công việc khác nhau. Sự khác biệt chính là trong cơ cấu di chuyển mà đưa thiết bị đến vị trí mong muốn. Hầu hết là các thiết bị thủy lực hoặc có thể là khí nén. Các kỹ thuật khác nhau phản ánh giá cả và tính khả dụng của từng loại.

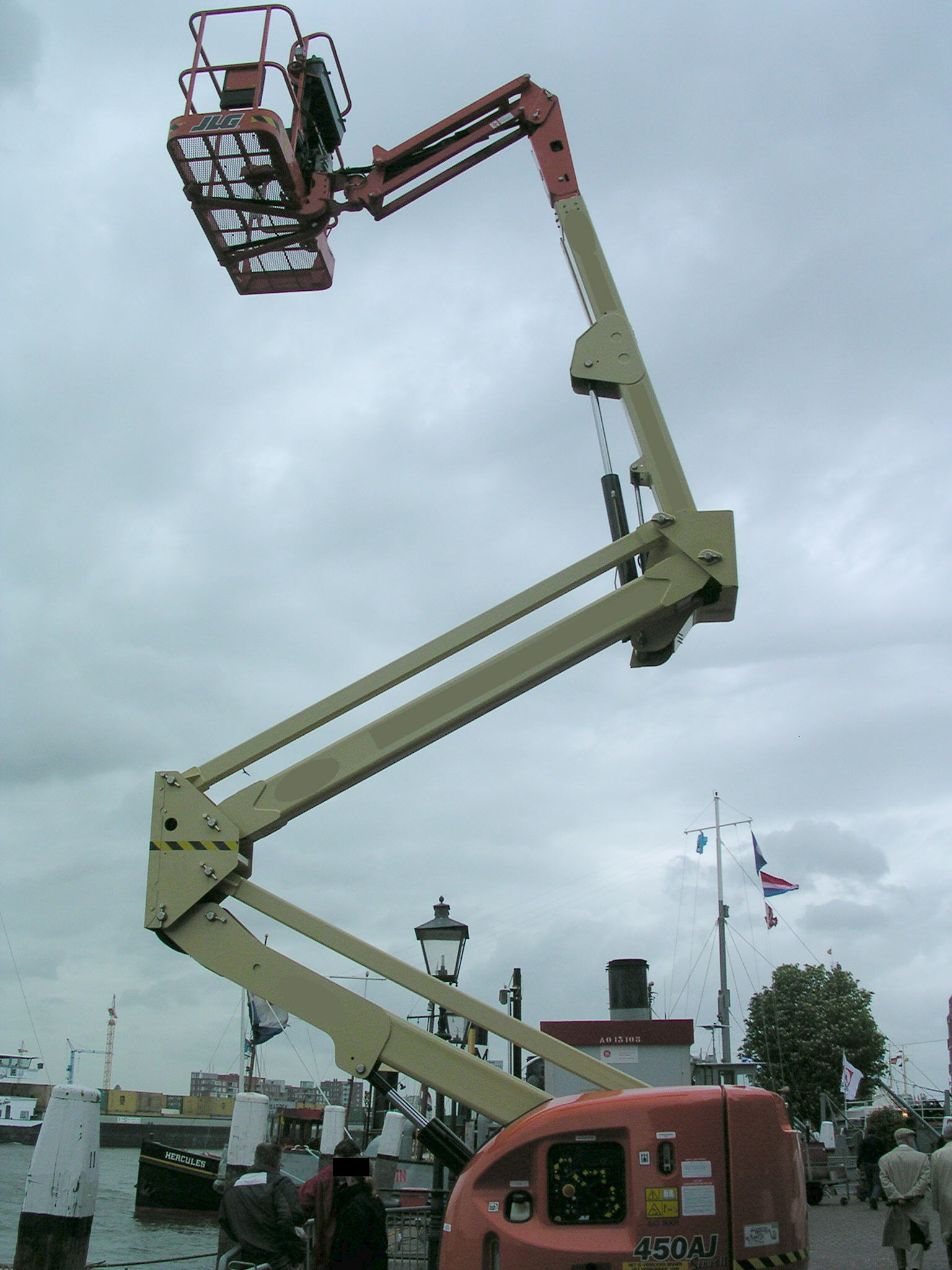
Xe nâng người dạng khớp gập

### Xe nâng người dạng khớp gập
Xe nâng người đã được vận hành độc lập bằng các piston thủy lực, chạy bằng động cơ diesel hay động cơ xăng hoặc khí gas gắn trên thân của chung. Một số lại chạy điện có trọng lượng nhỏ phổ biến để làm vệ sinh cửa sổ hoặc các hoạt động bảo dưỡng khác, đặc biệt là trong nhà và ngoài sân, nơi không thể sử dụng thiết bị thủy lực nặng hơn. Các thiết bị nâng cao có hình dáng gần nhất với cần cẩu - gồm một số đoạn nối, có thể được điều khiển để để nâng theo một số hướng khác nhau.

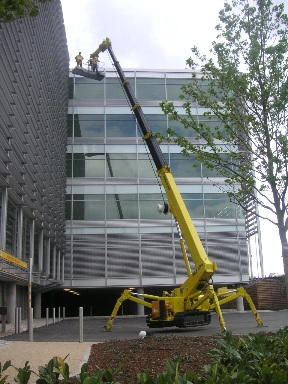
Xe nâng người chân nhện bên ngoài tòa nhà

Loại xe nâng người này loại này có nhiều khả năng là loại được gọi là "thiết bị hái trái anh đào", do nguồn gốc của nó, nơi nó được thiết kế để sử dụng để hái quả trong các vườn cây ăn trái (mặc dù không chỉ vườn anh đào). Nó cho phép người hái đứng trong giỏ hái quả một cách dễ dàng (với khớp nối được thiết kế để không làm ảnh hưởng đến cây). Thuật ngữ "thiết bị hái trái anh đào (cherry picker) " đã trở thành tên chúng, và thường được sử dụng để nói đến xe nâng người dạng khớp nối.
Loại xe nâng người này hiện đang được sử dụng rộng rãi trọng việc bảo trì và xây dựng công trình, bao gồm các ngành công nghiệp điện và viễn thông để phục vụ lắp đặt đường dây tải điện và trồng rừng để hỗ trợ làm việc trên những cây cao hoặc nguy hiểm. Một loại xe nâng người đặc biệt dạng khớp khớp nối là loại thiết bị chữa cháy được sử dụng bởi các nhân viên cứu hỏa trên toàn thế giới như một phương tiện để tiếp cận những vị trí rất cao hoặc khó khăn. Những loại xe nâng người này thường có các tính năng bổ sung như cung cấp nước bằng đường ống và pháo nước để hỗ trợ các nhân viên cứu hỏa trong nhiệm vụ của họ.
Một số xe nâng người dạng khớp nối bị giới hạn chỉ tiếp cận được những vị trí nhất định do chiều dài của mỗi cánh tay, tuy nhiên, bằng cách sử dụng các phần dạng ống lồng, phạm vi có thể được tăng lên rất nhiều. Một số cơ cấu thủy lực lớn gắn trên xe tải có thể đạt được chiều cao trên 100 mét.
Đa số các xe nâng người dạng khớp gập đòi hỏi phải có chân đế hỗ trợ để hoạt động được an toàn, và hầu hết  đều có phần mở rộng chân / thanh chống. Những chân này có thể là cơ cấu cơ khí hoặc bằng thủy lực (thường phụ thuộc vào kích cỡ và giá tiền của xe). Một số loại được gọi là xe nâng người dạng chân nhện do sự xuất hiện của những dạng chân này. Xe chân nhện có hình dạng đặc biệt nhỏ gọn, để phù hợp thông qua các lối vào để sử dụng bên trong tòa nhà nơi yêu cầu làm việc trên nền yếu, nhạy cảm.

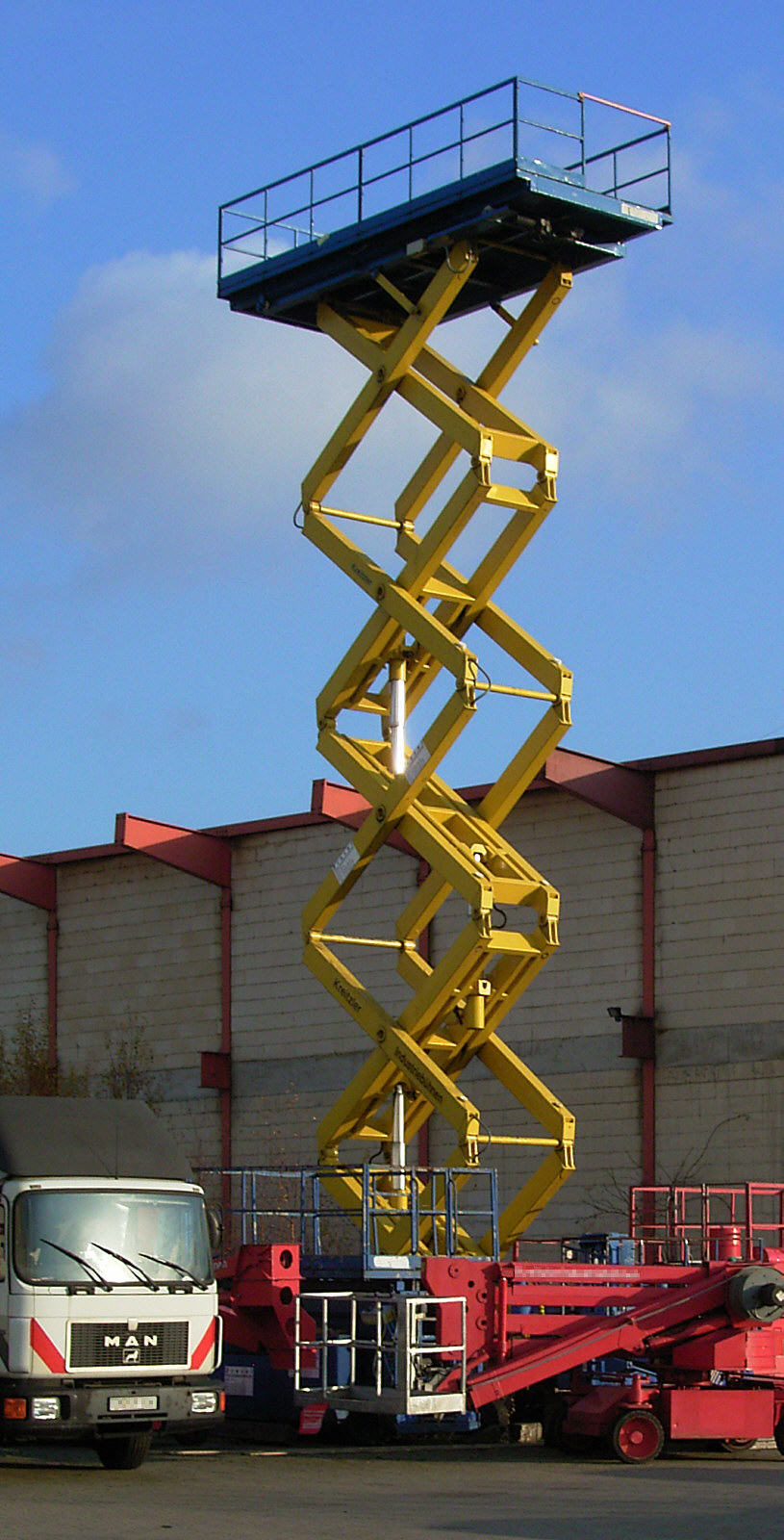
Xe nâng người cắt kéo

### Xe nâng người dạng cắt kéo
Xe nâng người dạng cắt kéo là loại xe chỉ nâng hạ được theo chiều thẳng đứng. Cơ chế để đạt được điều này là sử dụng cơ cấu liên kết, hỗ trợ gấp hình chữ "X" chéo, được biết đến như là cơ cấu chiếc kéo. Chuyển động hướng lên phía trên đạt được bằng cách đặt áp lực vào bộ phận hỗ trợ thấp nhất, kéo dài mô hình chữ X qua lại, và đẩy sàn lên theo chiều dọc. Xe cũng có phần mở rộng sàn để cho phép tiếp cận gần hơn đến khu vực làm việc, bởi vì xe bị giới hạn chỉ chuyển động được theo chiều thẳng đứng.
Việc chuyển động của các thanh xếp có thể thực hiện bởi thủy lực, khí nén hoặc cơ cấu cơ khí. Tùy thuộc vào hệ thống điện được sử dụng trên xe, nó có thể không cần cấp điện để hạ, mà là dùng chính trọng lực của cơ cấu tạo áp lực để xả thủy lực hoặc khí nén. Đây là lý do chính mà các phương pháp cấp điện này được ưu tiên hơn, vì nó đưa ra một giải pháp an toàn để người vận hành có thể trở về vị trí dưới đất chỉ bẳng cách mở một van tay.
Chiếc xe nâng người dạng cắt kéo đã được cấp bằng sáng chế cho Charles Larson của Mỹ  lần đầu tiên vào năm 1963.

### Thang nâng dùng trong khách sạn
Có một số thang nâng người nhỏ hơn sử dụng các thiết bị cơ khí để mở rộng, chẳng hạn như giá đỡ, bánh răng hoặc các khe vít. Chúng thường có các phần nằm kề nhau di chuyển qua nhau để tạo ra sự di chuyển, thường chỉ theo hướng thẳng đứng. Những thang nâng này thường bị giới hạn về trọng lượng nâng và phần mở rộng, và thường được sử dụng cho các công việc bảo trì bên trong khách sạn, chẳng hạn như thay bóng đèn.

## Các loại cơ cấu truyền động

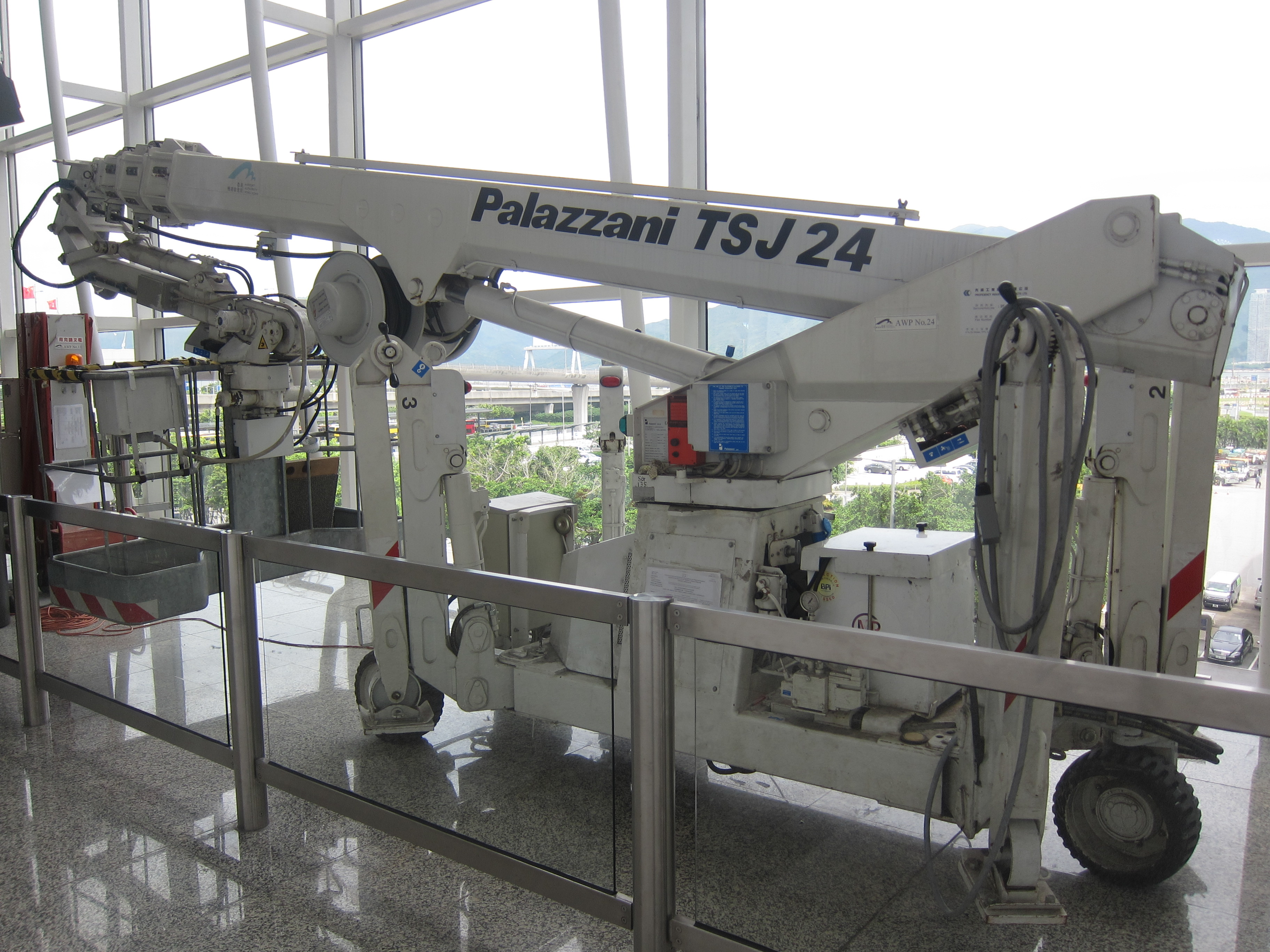
Xe Palazzani TSJ 24 ở Hong Kong

Xe nâng người theo bản chất của chúng, được thiết kế cho các công việc tạm thời và do đó thường phải vận chuyển giữa các công trình, hoặc chỉ đơn giản chạy xung quanh một công trình duy nhất (thường là một phần của cùng một công việc). Vì lý do này, hầu như tất cả chúng đều được thiết kế để di chuyển dễ dàng.

### Loại không cấp nguồn
Những thiết bị dạng này thường nhỏ hơn không có động cơ lái xe và cần tác động bên ngoài để di chuyển chúng. Phụ thuộc vào kích cỡ và cho dù họ có bánh xe hoặc bằng cách khác hỗ trợ, chúng có thể được bằng tay, hoặc có thể yêu cầu một chiếc xe để kéo hoặc vận chuyển. Các xe nâng người nhỏ loại này đủ nhẹ để được vận chuyển trong một chiếc xe tải và thường có thể được di chuyển qua lối vào tiêu chuẩn.

### Loại tự hành
Các xe loại này có thể tự lái xe (trên bánh xe hoặc trên ray) quanh khu vực (thường là cần vận chuyển đến một địa điểm, vì lý do an toàn và tiết kiệm). Trong một số trường hợp, các xe này sẽ có thể di chuyển trong khi công việc đang được tiến hành, mặc dù điều này không thể đối với những xe dạng cần, và do đó thường gặp nhất trên các xe cắt kéo. Xe được truyền lực tự hệ thống cơ khí di chuyển, bao gồm cả điện hoặc dầu, hoặc trong một số trường hợp, một động cơ lai (đặc biệt là nơi nó có thể được sử dụng cả bên trong và bên ngoài).
Những loại xe nâng người  được phân biệt với các loại xe nâng tải dạng ống lồng bởi ở xe nâng tải bộ phận cuối cùng của xe nâng càng được thiết kế để nâng hàng hóa nặng giống như pallet với đầu vật liệu bên còn xe nâng người chỉ gồm một người và dụng cụ

### Xe tải có gắn bộ phận nâng người
Một số thiết bị nâng người được gắn trên một chiếc xe, thường là xe tải hoặc có thể được gắn trên một sàn bằng phẳng gọi là loại xe tự lái. Chiếc xe này cung cấp tính cơ động, và cũng có thể giúp cân bằng thiết bị - mặc dù các bộ ổn định chống lật điển hình, đặc biệt là trong dòng thiết bị nâng người thì những chiếc xe này là một trong những loại xe lớn nhất. Xe cũng có thể tăng chức năng bằng cách phục vụ như hội thảo di động hoặc cửa hàng.

## Hệ thống điều khiển
Bộ phận trợ lực (nếu được lắp) và các chức năng nâng của xe nâng người được điều khiển bởi một người vận hành, người có thể đứng trên sàn của xe hoặc tại bảng điều khiển ở chân đế của thiết bị. Một số mô hình được trang bị bảng điều khiển ở cả hai vị trí hoặc điều khiển từ xa, cho phép người vận hành lựa chọn vị trí. Bảng điều khiển ở chân đế cũng có thể hoạt động như một tính năng an toàn nếu vì bất kỳ lý do nào người điều khiển đang ở trên cao và không thể điều khiển được. Thậm chí vài loại xe không có bảng điều khiển ở chân đế thường được trang bị công tắc hạ khẩn cấp, cho phép hạ thấp thang máy bằng tay (thông thường là xả áp lực thủy lực hoặc khí nén) trong trường hợp khẩn cấp hoặc mất điện.
Các loại xe khác nhau thì điều khiển khác nhau, nhưng thường là các nút hoặc một cần điều khiển. Loại và độ phức tạp của chúng sẽ phụ thuộc vào các chức năng mà no có thể thực hiện. Hệ thống điều khiển có thể kiểm soát các tính năng như:
- Chuyển động thẳng đứng
- Chuyển động sang bên
- Chuyển động quay tròn
- Chuyển động của giỏ xe — Thông thường, hệ thống tự động nâng sàn xe
- Di chuyển trên mặt đất

## An toàn

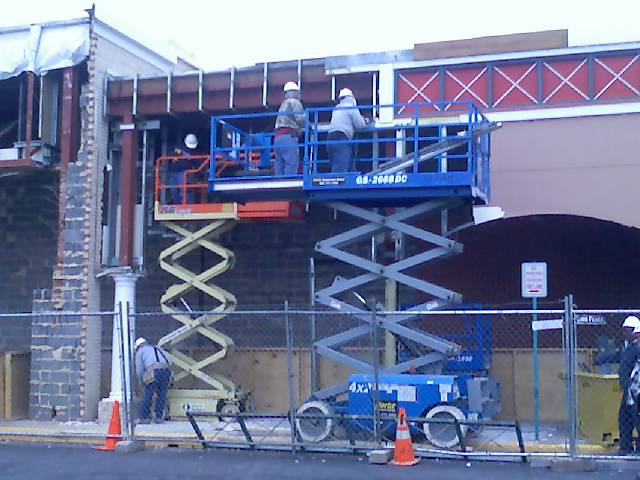
Xe nâng người đang hoạt động

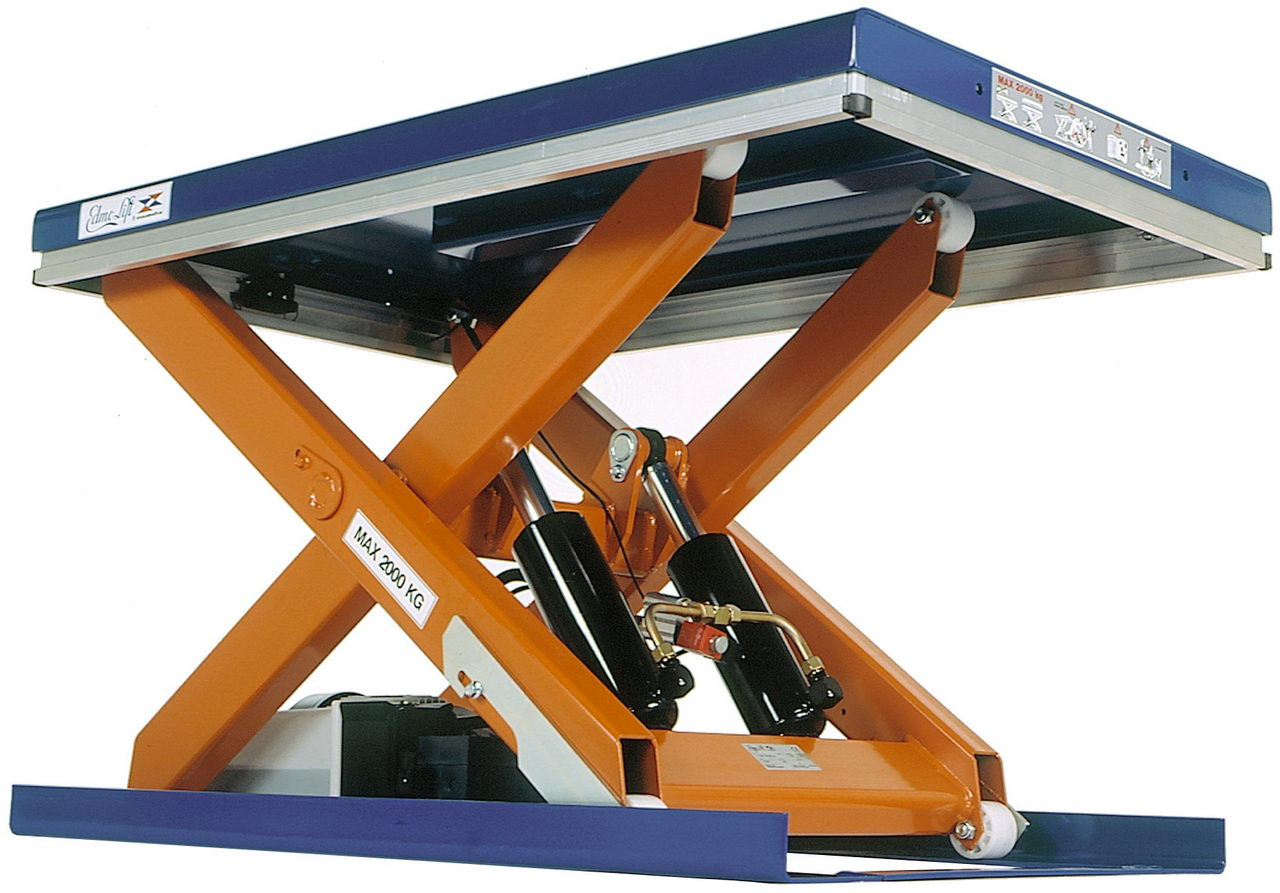
Bàn nâng cắt kéo

Phần lớn các nhà sản xuất và người vận hành có tiêu chuẩn an toàn nghiêm ngặt đối với hoạt động của thiết bị xe nâng người. Tại một số quốc gia, phải có giấy phép và hoặc bảo hiểm để vận hành một số loại hình xe nâng người. Hầu hết các quy định đều ủng hộ đào tạo cho người vận hành, bất kể là được uỷ quyền hay không. Hầu hết người vận hành cũng phải kiểm tra thiết bị trước khi sử dụng, và các nhà sản khuyến cáo bảo trì định kỳ.
Sàn làm việc được trang bị lan can an toàn hoặc bảo vệ xung quanh người vận hành và hành khách. Điều này được bổ sung trong hầu hết các loại thiết bị bằng một điểm tai móc, được thiết kế để đảm bảo an toàn hoặc tránh bị rơi xuống. Một số sàn làm việc cũng được bao xung quanh sàn của để tránh các dụng cụ hoặc vật tư vô tình bị đá khỏi sản rơi xuống. Một số quy định yêu cầu tất cả các thiết bị phải được gắn dây bảo hiểm.
Cần phải thận trọng khi sử dụng xe nâng người trong vùng lân cận của đường dây điện trên cao, vì điện giật có thể xảy ra nếu xe tiếp xúc với dây điện được cấp nguồn. Các vật liệu không dẫn điện, như sợi thủy tinh, có thể được sử dụng để giảm nguy cơ này.
Xe nâng người thường được trang bị cảm biến độ nghiêng. Bộ cảm biến quá tải được kích hoạt (đặc biệt là với hai người trên thang máy), thiết bị sẽ từ chối nâng vượt quá một chiều cao nhất định. Các cảm biến phát hiện xe đã bị mất cân bằng đến mức nguy hiểm nếu nâng cao hơn nữa. Một cảm biến sẽ từ chối mở rộng sàn nếu xe đang trên một độ nghiêng đáng kể. Một số loại xe nâng người còn có tính năng đối trọng, mở rộng chân đế xe. Một số xe cũng được trang bị cảm biến sẽ dừng hoạt động nếu trọng lượng vượt quá tải trọng làm việc an toàn.
Cũng như các thiết bị cơ khí nguy hiểm khác, tất cả xe nâng người đều được trang bị nút hoặc nút dừng khẩn cấp để sử dụng trong trường hợp có sự cố hoặc nguy hiểm. Tốt nhất lắp đặt các nút dừng khẩn cấp trên sàn và ở dưới sàn. Các tính năng an toàn khác bao gồm tự động kiểm tra các bộ phận làm việc của xe, bao gồm một vôn kế để phát hiện nếu xe không có đủ công suất để hoàn thành nhiệm vụ của nó và không hoạt động nếu điện áp cung cấp không đầy đủ. Một số xe có cần hạ bằng tay bên dưới cho phép người vận hành hạ sàn xe xuống dưới đất trong trường hợp mất điện hoặc xe bị hư hỏng.